# Мия Роуз (порнографска актриса)
Мия Роуз (на английски: Mia Rose) е американска порнографска актриса, родена на 30 март 1987 г. в град Сътън, Аляска, САЩ.
Нейната по-голяма сестра Ава Роуз е също порноактриса. Преди да започнат да снимат порно двете работят като стриптизьорки в град Рино, щата Невада.
Мия Роуз дебютира като актриса в порнографската индустрия през 2006 г., когато е на 19-годишна възраст.
През юни 2006 г. се подлага на операция на носа, поради проблем респираторни проблеми.

## Награди
Носителка на награди
- 2007: XRCO награда за Cream Dream.[4]
- 2007: AEBN VOD награда за най-добра новачка.[5]
- 2007: Adultcon награда за най-добро анално изпълнение – „Притежавай моето дупе“.[6]